# Ургут
Ургу́т (узб. Urgut / Ургут) — город (с 1973 года), административный центр Ургутского района Самаркандской области Узбекистана.

## История

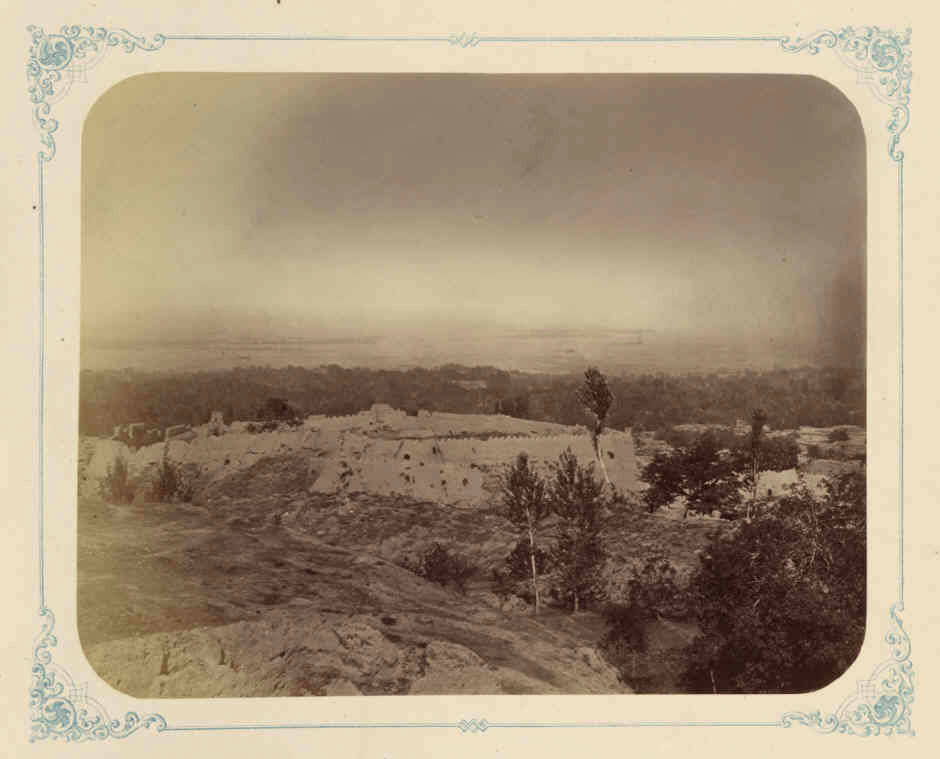
Вид Ургутской цитадели во второй половине XIX века.

Ургут — один из древних населённых пунктов Узбекистана. Знаменит своими платанами (чинарами), возраст которых составляет более 1000 лет. Место в Ургуте, называющееся Чор-Чинор (в переводе с фарси и таджикского — 4 чинары), примечательно своей аллеей вековых чинар и мечетью, постройка которой датируется началом XX века. Недалеко от этого места находятся найденные археологами остатки несторианской церкви IX века.
Слово Ургут, как топоним, впервые встречается в XVII веке и означает название одной из родовых групп узбеков. Примечательно, что некоторые группы людей, проживающих в Узбекистане, Таджикистане и Афганистане, относят себя к региональной общности Ургутли́к (или Ургути́ по-таджикски), которая является подгруппой этнических узбеков, связывающих своё происхождение с окрестностями Ургута.
Во времена Бухарского эмирата Ургут являлся центром полунезависимого от Бухары Ургутского бекства. Город имел хорошо укреплённую цитадель и располагался в лощине, через которую проходил путь в сторону долины, в которой располагался город Шахрисабз. С XVIII века по 1868 год Ургутом правила местная узбекская династия мингов, родственная кокандским мингам.
Поскольку во время боевых действий русских войск против Бухарского эмирата в 1868 году город по своему географическому положению представлял определённую опасность для них при их дальнейшем продвижении в долину Зеравшана и в сторону Бухары, 12 мая город был взят штурмом русскими войсками под руководством полковника Абрамова.

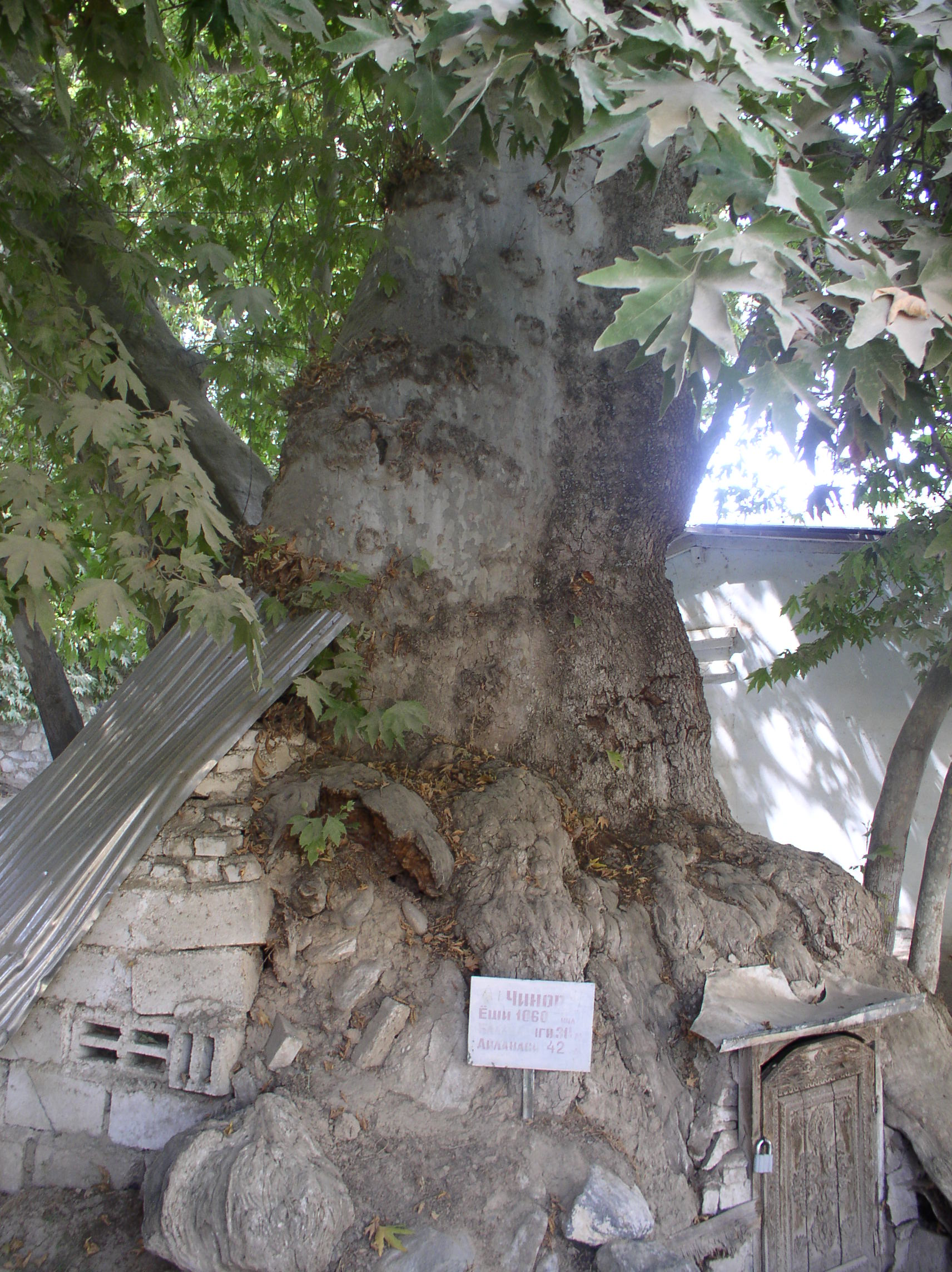
Чинара в Ургуте, возраст которой составляет более 1000 лет.

## География
Расстояние до Самарканда — 35 км (находится к юго-востоку от центра области). Граничит с Кашкадарьинской областью.

## Население
В настоящее время в Ургуте проживает свыше 35 000 жителей.

## Экономика
В городе имеется несколько ковроткацких фабрик, табачно-ферментационный завод, шиферный завод.